# レントラー
レントラー（独：Ländler）は、3/4拍子の南ドイツの民族舞踊である。18世紀末頃まで、現在のドイツ、オーストリア、スイスにあたるドイツ圏南部一帯で踊られた。

## 概要と歴史
13世紀頃から今日のチロル州とバイエルン州の農民が踊っていたヴェッラー(Weller)から発展した民族舞踊。2人一組で、飛んだりはねたりもする踊りである。レントラーの伴奏音楽は、純粋な器楽のこともあれば、ヨーデルのような歌が混ざることもある。
19世紀ヨーロッパで舞踏会が一般的になると、レントラーはより速いテンポになり、より優雅さが追求されるようになり、男性はHobnail（そこに釘が打ち付けてある長靴）を身につけるようになった。これはワルツの前身だと考えられているが、系列的にはワルツ、及びウィンナ・ワルツの親戚である。
クラシック音楽では、ベートーヴェン、シューベルトらもレントラーを作曲している。また、ブルックナー、マーラーは自身の交響曲の舞曲楽章で通常のスケルツォの代わりにレントラーを採用した。ベルクがヴァイオリン協奏曲で引用したケルンテンの民謡もレントラーであり、オペラ『ヴォツェック』の第2幕でもレントラーが演奏される。モーツァルトやハイドンのドイツ舞曲もレントラーに似ている。ブリテンの『ピーター・グライムズ』でも、舞踏会のシーンでレントラーが演奏される。
映画『サウンド・オブ・ミュージック』では、マリアとトラップ大佐がレントラーを踊る。